# Domingo Hồ Ngọc Cẩn
Domingo Hồ Ngọc Cẩn (* 3. Dezember 1876 in Ba châu, Vietnam; † 27. November 1948) war katholischer Bischof und Apostolischer Vikar von Bùi Chu. Sein Name kombiniert westliche Namenstradition (Domingo als Vorname vor den Familiennamen Hồ) mit der vietnamesischen (Ngọc Cẩn als persönlicher Name hinter den Familiennamen).

## Leben
Am 11. März 1935 ernannte ihn Papst Pius XI. zum Koadjutor von Bùi Chu und Titularbischof von Zenobias. Als am 17. Juni 1936 der apostolische Vikar von Bùi Chu, Pedro Muñagorri y Obineta O.P., starb, wurde er sein Nachfolger. Hồ starb im November 1948 im Amt.